# Робе, Корнелиу
Корне́лиу Ро́бе (рум. Corneliu Robe); 23 мая 1908, Бухарест — 4 января 1969) — румынский футболист, полузащитник, участник первого чемпионата мира по футболу в составе сборной Румынии.

## Биография
Выступал за клубы «Олимпия» и «Униря Триколор» из Бухареста. Дебютировал в сборной в 1930 году во время матча первого чемпионата мира против сборной Уругвая. Затем неоднократно играл на турнирах Балканского Кубка и любительского турнира Кубка Центральной Европы. Провёл за сборную 14 матчей.
| Матчи и голы Корнелиу Робе за сборную Румынии | Матчи и голы Корнелиу Робе за сборную Румынии | Матчи и голы Корнелиу Робе за сборную Румынии | Матчи и голы Корнелиу Робе за сборную Румынии | Матчи и голы Корнелиу Робе за сборную Румынии | Матчи и голы Корнелиу Робе за сборную Румынии | Матчи и голы Корнелиу Робе за сборную Румынии |
| --------------------------------------------- | --------------------------------------------- | --------------------------------------------- | --------------------------------------------- | --------------------------------------------- | --------------------------------------------- | --------------------------------------------- |
| №                                             | Дата                                          | Место проведения                              | Соперник                                      | Счёт                                          | Голы                                          | Турнир                                        |
| 1                                             | 21 июля 1930                                  | Монтевидео, Уругвай                           | Уругвай                                       | 0:4                                           | -                                             | Чемпионат мира 1930                           |
| 2                                             | 28 июня 1931                                  | Загреб, Югославия                             | Югославия                                     | 4:2                                           | -                                             | Балканский Кубок 1929-31                      |
| 3                                             | 20 сентября 1931                              | Орадя, Румыния                                | Чехословакия                                  | 4:1                                           | -                                             | Кубок Центральной Европы (любит.)             |
| 4                                             | 8 мая 1932                                    | Бухарест, Румыния                             | Австрия                                       | 4:1                                           | -                                             | Кубок Центральной Европы (любит.)             |
| 5                                             | 26 июня 1932                                  | Белград, Югославия                            | Болгария                                      | 0:2                                           | -                                             | Балканский Кубок 1932                         |
| 6                                             | 28 июня 1932                                  | Белград, Югославия                            | Греция                                        | 3:0                                           | -                                             | Балканский Кубок 1932                         |
| 7                                             | 3 июля 1932                                   | Белград, Югославия                            | Югославия                                     | 1:3                                           | -                                             | Балканский Кубок 1932                         |
| 8                                             | 2 октября 1932                                | Бухарест, Румыния                             | Польша                                        | 0:5                                           | -                                             | Товарищеский матч                             |
| 9                                             | 4 июня 1933                                   | Бухарест, Румыния                             | Болгария                                      | 7:0                                           | -                                             | Балканский Кубок 1933                         |
| 10                                            | 8 июня 1933                                   | Бухарест, Румыния                             | Греция                                        | 1:0                                           | -                                             | Балканский Кубок 1933                         |
| 11                                            | 25 марта 1934                                 | Пардубице, Чехословакия                       | Чехословакия                                  | 2:2                                           | -                                             | Кубок Центральной Европы (любит.)             |
| 12                                            | 27 декабря 1934                               | Афины, Греция                                 | Греция                                        | 2:2                                           | -                                             | Балканский Кубок 1934-35                      |
| 13                                            | 30 декабря 1934                               | Афины, Греция                                 | Болгария                                      | 3:2                                           | -                                             | Балканский Кубок 1934-35                      |
| 14                                            | 1 января 1935                                 | Афины, Греция                                 | Югославия                                     | 0:4                                           | -                                             | Балканский Кубок 1934-35                      |

Итого: 14 матчей / 0 голов; 7 побед, 2 ничьих, 5 поражений.